# Sandra Weiss

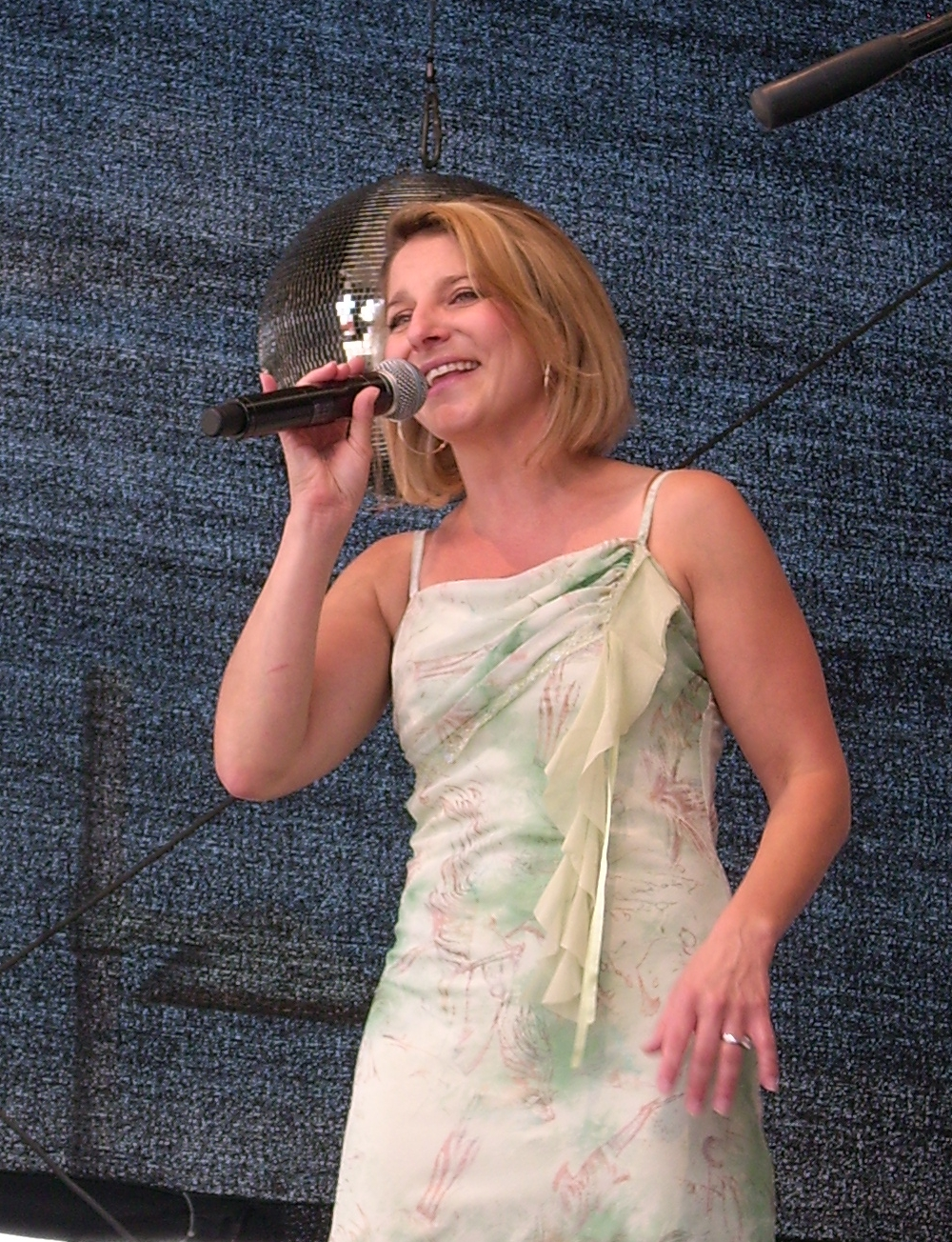
Sandra Weiss 2013

Sandra Weiss (* 16. August 1976 in Memmingen) ist eine deutsche Sängerin von volkstümlichen Schlagern.

## Leben

Sandra Weiss, 1997

Weiss wuchs in Schwaben und in Holland auf und ging dann in Mindelheim in Schwaben zur Schule. Sie sang bereits als Kind bei lokalen Veranstaltungen und stand mit neun Jahren auf der Bühne. Ferner trat sie in einer Big Band auf. Dort wurde sie entdeckt, und 1993 erschien ihr erstes Album. Nach Erfolgen bei einem Nachwuchsschlagerfestival 1994 folgten mehrere Fernseh- und Rundfunkauftritte.
Weiss nahm mit dem Titel Ich suche nicht das Paradies für die Schweiz beim Grand Prix der Volksmusik 1997 teil und gewann. Seither ist die Sängerin häufiger zu Gast bei diversen volkstümlichen Fernsehsendungen. 1999 erhielt sie die Krone der Volksmusik.

## Diskografie
- 1993: Meine Gefühle
- 1997: Ich suche nicht das Paradies
- Ich hab das Lachen noch nicht verlernt
- Persönlich
- Kerzenschein und Orangenduft (Weihnachtsalbum)
- Mein Reich der Melodien
- Etwas das nie mehr vergeht
- 2004: Erfrischend gut